# Trippstadt
Trippstadt település Németországban, Rajna-vidék-Pfalz tartományban. Lakosainak száma 2874 fő (2023. december 31.).

## Népesség
A település népességének változása:
| Lakosok száma | 2381 | 3035 | 3058 | 3013 | 2885 | 2906 | 2874 |
|               | 1975 | 2015 | 2017 | 2019 | 2021 | 2022 | 2023 |